# Décès en 2021
Décès
- 2017
- 2018
- 2019
- 2020
- 2021
- 2022
- 2023
- 2024
- 2025

Cet article présente une liste de personnalités mortes au cours de l'année 2021.
La liste des personnes référencées dans Wikipédia est disponible dans la page de la Catégorie:Décès en 2021

Les mois de l'année font également l'objet de listes spécifiques :

## Décès par mois

### Janvier
- 1er janvier : 
  - Carlos do Carmo, chanteur de fado portugais.
  - Simone Chrisostome, résistante française.
  - Bernard Guignedoux, footballeur français et premier buteur de l'histoire du Paris SG.
  - Elmira Minita Gordon, femme politique bélizienne.
  - Norma, dessinateur français.
  - Jean Panisse, acteur français.
- 2 janvier : 
  - Bernadette Isaac-Sibille, femme politique française.
  - Modibo Keïta, homme politique malien.
- 3 janvier : 
  - Tasso Adamopoulos, altiste français.
  - Eric Jerome Dickey, écrivain américain.
  - Roger Hassenforder, coureur cycliste français.
- 4 janvier : 
  - Tanya Roberts, actrice et productrice américaine.
  - Albert Roux, chef de cuisine français.
- 5 janvier : 
  - Marie Albe, actrice et journaliste française.
  - Kim Tschang-Yeul, artiste sud-coréen.
- 6 janvier : 
  - Francis Hammel, homme politique français.
  - Jim Haynes, éditeur américain.
- 7 janvier : 
  - Michael Apted, réalisateur, producteur de cinéma et de télévision anglais.
  - Guy Péqueux, peintre français.
  - Marion Ramsey, actrice américaine.
- 8 janvier : Paul Amargier, religieux dominicain et historien de la Provence.

- 10 janvier : 
  - Guy Auffray, judoka français.

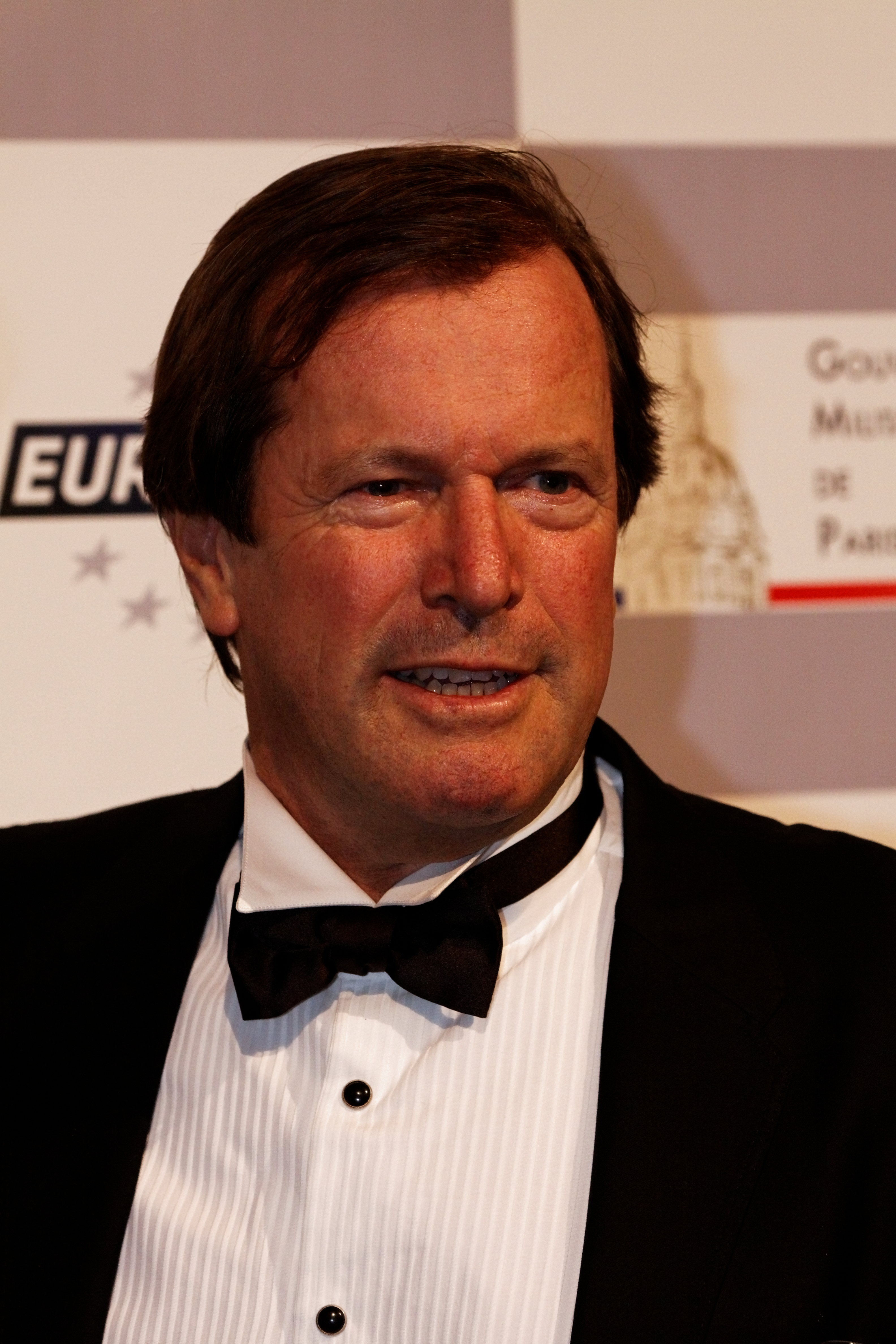
Hubert Auriol.

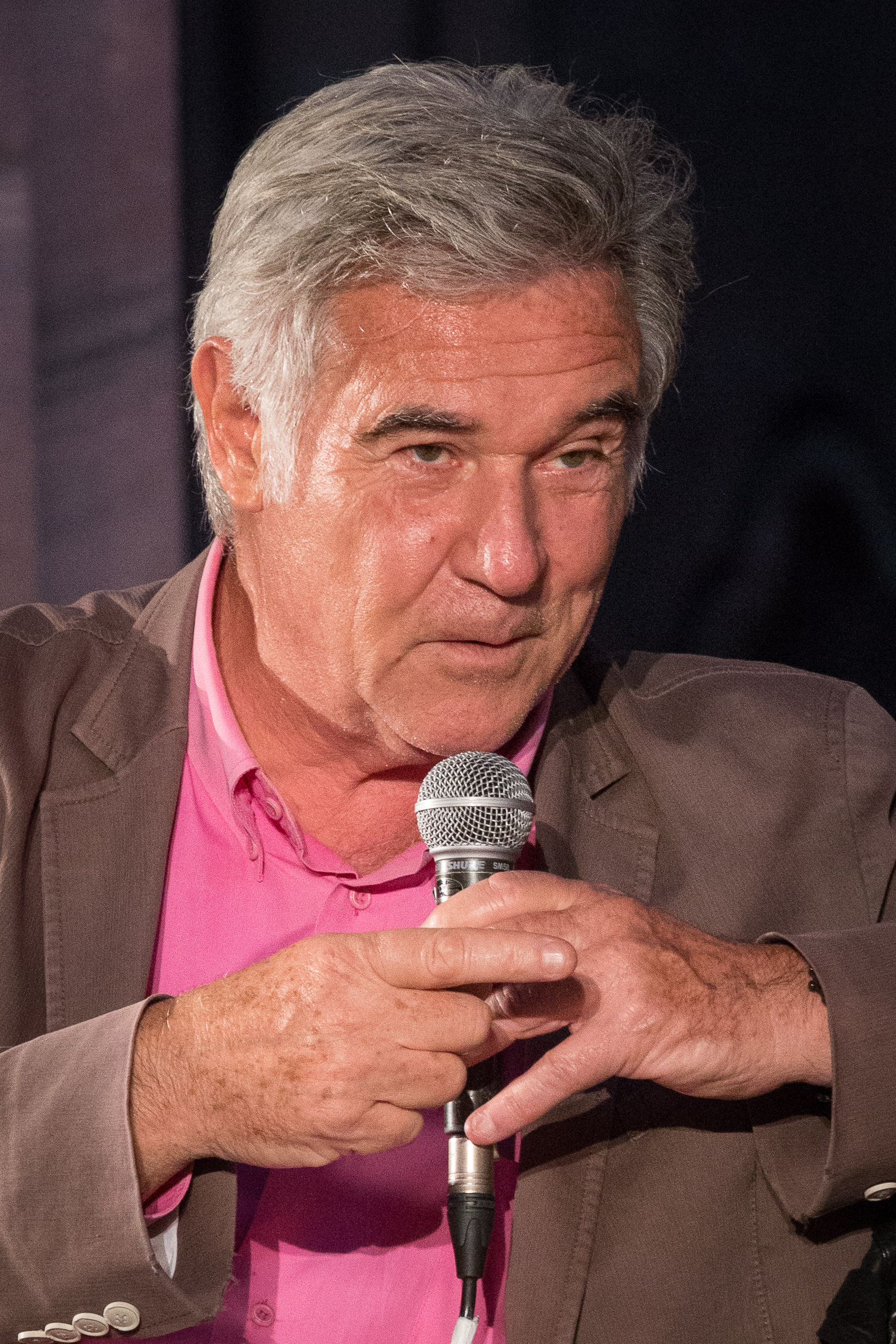
Georges Pernoud.

  - Hubert Auriol, pilote moto et auto et animateur de télévision français.
  - Joël-Guy Batteux, homme politique français.
  - Christopher Maboulou, footballeur franco-congolais.
  - Georges Pernoud, journaliste, animateur et producteur de télévision français.
  - Julie Strain, mannequin et actrice américaine.
- 11 janvier : 
  - Vassilis Alexakis, écrivain franco-grec.
  - Éric Babin, homme politique français.
  - Étienne Draber, acteur français.
  - Howard Johnson, musicien américain.
- 12 janvier : 
  - Khalid Abdullah, milliardaire et propriétaire de chevaux de courses saoudien.
  - Sheldon Adelson, entrepreneur américain.
  - Louis Pons, artiste français.
- 13 janvier : 
  - Tim Bogert, bassiste de rock américain.
  - Patrick Chapuis, photographe documentariste français.
  - Lisa M. Montgomery, criminelle, condamnée à mort et exécutée aux États-Unis.
  - Marielle de Sarnez, femme politique française.
  - Siegfried Fischbacher, magicien germano-américain.
- 14 janvier : Peter Mark Richman, acteur américain.
- 15 janvier : 
  - Eddie Kuligowski, photographe français.
  - Benjamin de Rothschild, banquier français.

- 16 janvier : 

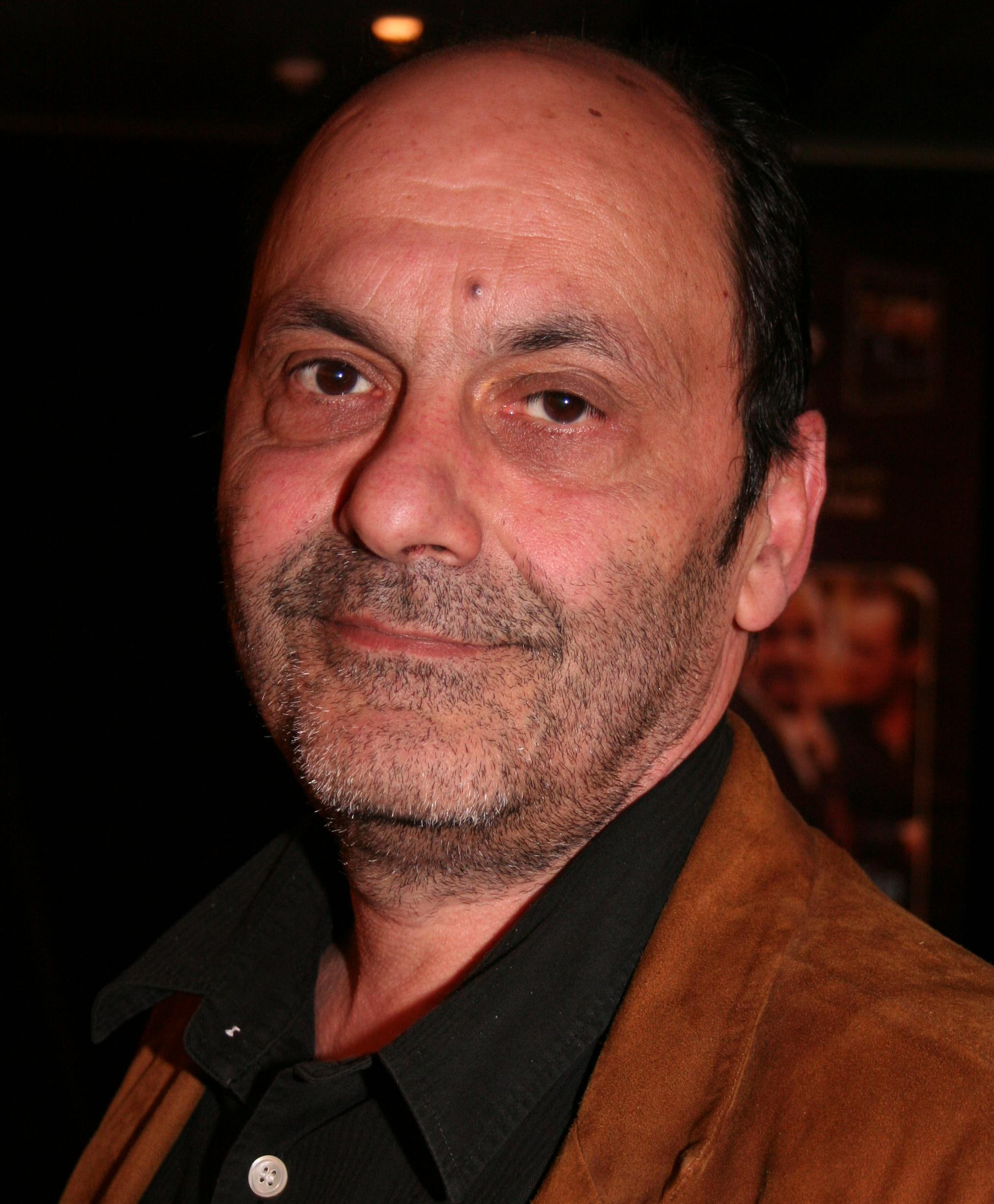
Jean-Pierre Bacri.

  - Xavier Hunault, homme politique français.
  - Phil Spector, auteur-compositeur américain.
- 17 janvier : Jacques Bral, cinéaste et dessinateur français.
- 18 janvier : 
  - Jean-Pierre Bacri, réalisateur et acteur français.
  - Catherine Rich, comédienne française.
  - Jimmie Rodgers, chanteur américain.
- 19 janvier : 
  - Ellinah Wamukoya, évêque anglican swazie.
  - Cesare Maestri, alpiniste italien.
  - Morice Benin, auteur-compositeur-interprète de chanson française.
- 20 janvier : 
  - Sibusiso Moyo, personnalité politique zimbabwéenne.
  - Boris Zaborov, artiste français, peintre, sculpteur, graveur et scénographe.
  - Mira Furlan, actrice croate.
- 21 janvier : 
  - Nathalie Delon, actrice française, ex-femme d'Alain Delon, mère d'Anthony Delon.
  - Jean Graton, scénariste et dessinateur de bande dessinée français.
  - Rémy Julienne, cascadeur et concepteur de cascades français.
- 22 janvier :
  - Meherzia Labidi Maïza, femme politique franco-tunisienne.
  - Hank Aaron, joueur de baseball américain.
  - Juan Guzmán Tapia, avocat, juge, défenseur des droits de l'homme et écrivain chilien.
  - Guem, chanteur algérien.
- 23 janvier : 
  - Larry King, journaliste, animateur de radio, animateur de télévision et acteur américain.
- 24 janvier : 
  - Nikolay Chebotko, fondeur kazakh.
  - George Edward Armstrong, joueur de hockey sur glace canadien membre du Temple de la renommée du hockey.
  - Gunnel Lindblom, actrice suédoise.
  - Jean-Pierre Michel, sénateur et député PS français.
- 25 janvier : Abla al-Kahlawi, prédicatrice et juriste islamiste.
- 26 janvier : Carlos Holmes Trujillo, homme politique colombien.
- 27 janvier : Cloris Leachman, actrice américaine. 
  - Goddess Bunny, actrice et danseuse américaine.
- 28 janvier : 
  - Chedly Ayari, économiste et homme politique tunisien.
  - Sibongile Khumalo, chanteuse d'opéra sud-africaine.
  - Cicely Tyson, actrice américaine.
- 30 janvier : 
  - Sophie, musicienne et productrice de musique électronique écossaise/
  - Michel Le Bris, écrivain français.
- 31 janvier : Meshoulam David Soloveitchik, rabbin israélien.

### Février
- 1er février :
  - Ryszard Szurkowski, cycliste polonais.
  - Dustin Diamond, acteur américain.
- 2 février : Tom Moore, militaire et philanthrope britannique.
- 3 février : Haya Harareet, actrice israélienne.
- 4 février : Samuel Vestey (3e baron Vestey), pair britannique.
- 5 février : Christopher Plummer, acteur canadien.
- 6 février : George P. Shultz, ancien secrétaire d’État des États-Unis.

- 7 février :

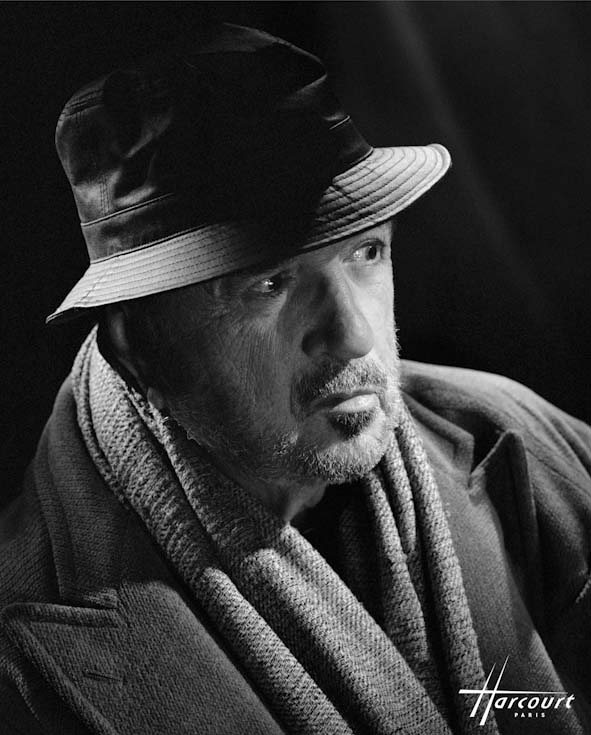
Jean-Claude Carrière.

  - Ralph Backstrom, hockeyeur sur glace canadien.
  - Giuseppe Rotunno, directeur de la photographie italien.
  - Moufida Tlatli, réalisatrice tunisienne.
- 8 février : 
  - Ron Wright, homme politique américain.
  - Jean-Claude Carrière, écrivain, scénariste, parolier et metteur en scène et acteur français.
- 9 février : 
  - Franco Marini, homme politique italien.
  - René-Victor Pilhes, écrivain français.
  - Chick Corea, pianiste de jazz et jazz-rock américain.
- 10 février : 
  - Pachín, joueur de football espagnol.
  - Larry Flynt, éditeur américain.
- 11 février : 
  - Teresa Burga, artiste péruvienne.
  - Isadore Singer, mathématicien américain.
- 12 février : 
  - Milford Graves, musicien américain.
  - Paolo Isotta, critique littéraire, écrivain et journaliste italien.
  - Pierre-Guillaume de Roux, éditeur français.

- 13 février : 

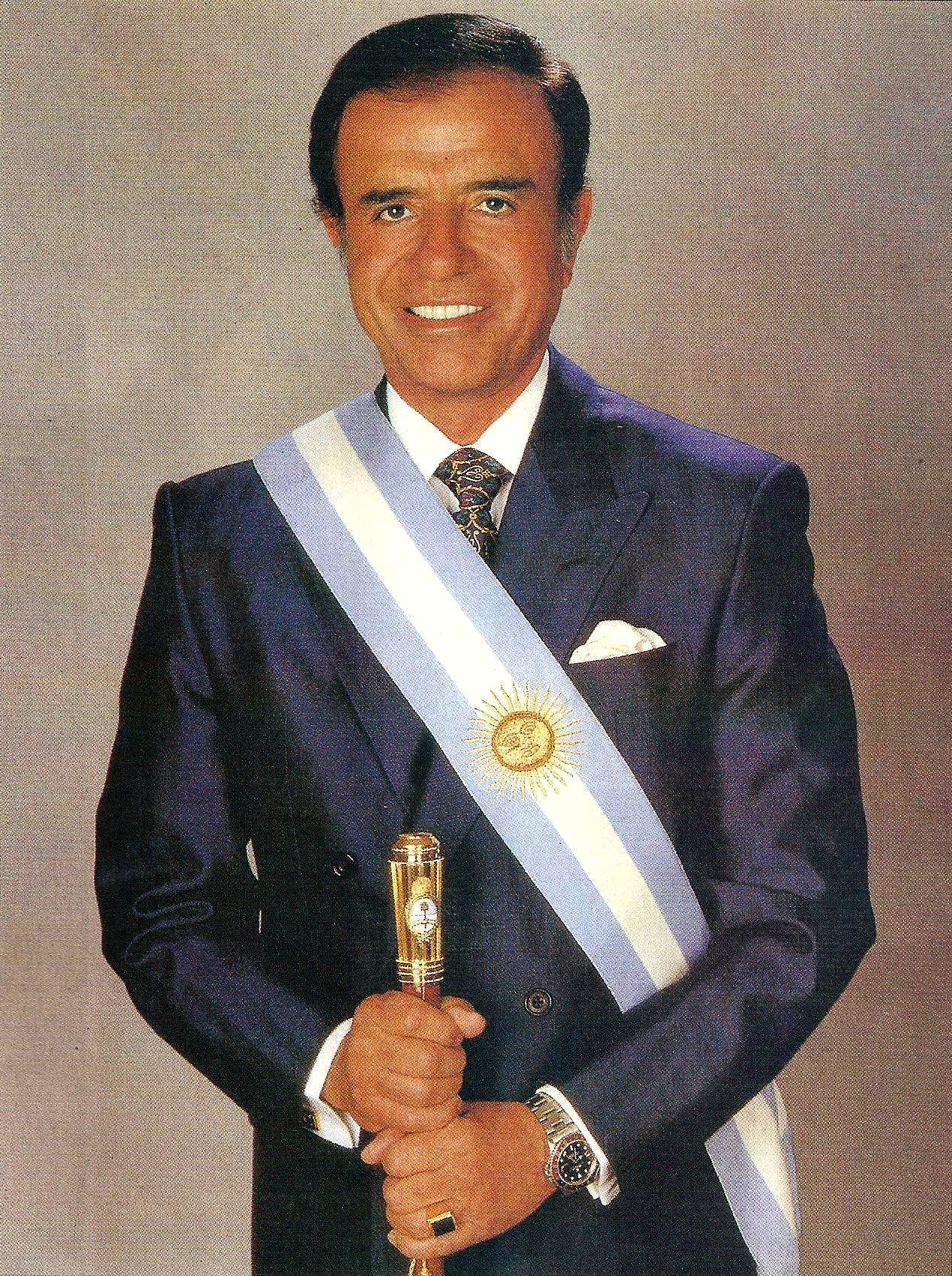
Carlos Menem.

  - Alberto Oliart, personnalité politique espagnole.
  - Sinyo Harry Sarundajang, homme politique indonésien.
- 14 février :
  - Carlos Menem, homme d'État argentin, président de la Nation argentine de 1989 à 1999.
  - Ari Gold, chanteur américain.
- 15 février :
  - Johnny Pacheco, musicien, compositeur, arrangeur, producteur et directeur musical dominicain.
  - Raymond Lévesque, auteur, compositeur et interprète québécois
  - Eva Maria Pracht, une cavalière canadienne de dressage
- 16 février :
  - Tonton David, chanteur de reggae français originaire de l'île de la Réunion.
  - Gustavo Noboa, homme d'État équatorien.
- 17 février : Rush Limbaugh, animateur de radio américain.
- 18 février : U Roy, musicien jamaïcain.
- 19 février : Philippe Chatel, musicien, compositeur.
- 20 février : Henri Courtine, judoka français.
- 21 février : Isabelle Dhordain, journaliste, critique musicale française.
- 22 février : 
  - Daviz Simango, homme politique mozambicain.
  - Luca Attanasio, diplomate italien.
  - Lawrence Ferlinghetti, poète américain.
- 23 février : 
  - Ahmed Zaki Yamani, homme politique saoudien.
  - Othman Kechrid, homme politique tunisien.
- 24 février : 
  - Joseph Untube N'singa Udjuu, homme politique congolais.
  - Philippe Jaccottet, écrivain et poète suisse.
- 26 février : 
  - Michael Somare, homme politique papouan-néo-guinéen, « père de l’indépendance » de Papouasie-Nouvelle-Guinée.
  - Hannu Mikkola, pilote de rallye finlandais.
- 28 février : Milan Bandić, personnalité politique yougoslave puis croate.

### Mars
- 1er mars : 
  - Zlatko Kranjčar, joueur de football croate.
  - Anatoliy Zlenko, diplomate et homme politique soviétique puis ukrainien.
  - Bernard Guyot, coureur cycliste français.
  - Vernon Jordan, homme d'affaires afro-américain.
- 2 mars : 
  - Ian St. John, footballeur écossais.
  - Bunny Wailer, auteur-compositeur-interprète jamaïcain.
  - Chris Barber, musicien britannique.
- 3 mars : 
  - Medea Abrahamyan, violoncelliste soviétique puis arménienne.
  - Sylvie Feit, actrice et comédienne pratiquant également du doublage.
- 4 mars : Paulette Guinchard-Kunstler, femme politique française.

- 5 mars :

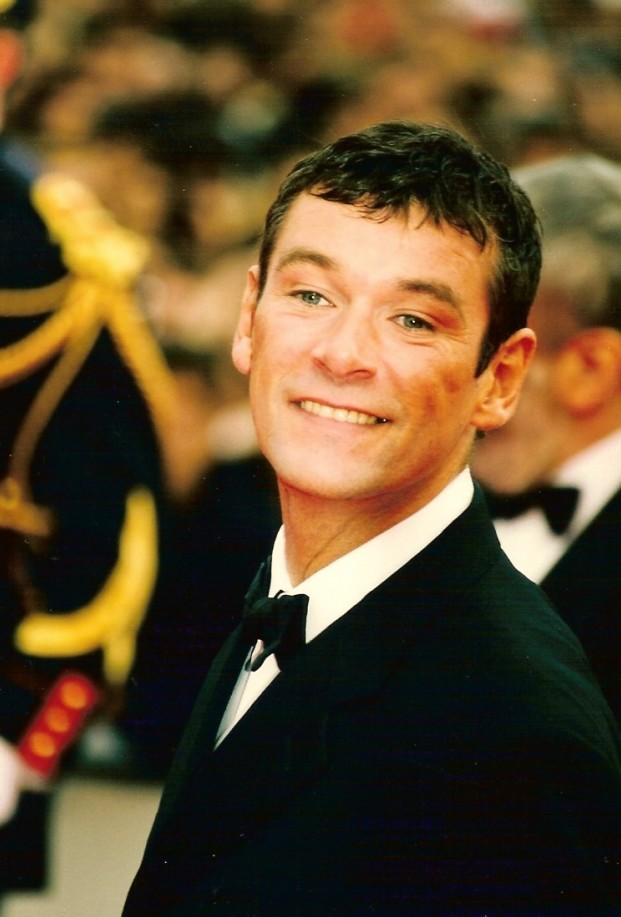
Patrick Dupond.

  - Patrick Dupond, danseur étoile français.
  - Mohamed Saïd al-Sahhaf, diplomate et homme politique irakien.
- 7 mars : 
  - Sanja Ilić, compositeur et pianiste yougoslave puis serbe.
  - Olivier Dassault, homme politique et homme d'affaires milliardaire français.
- 8 mars : Djibril Tamsir Niane, écrivain et historien guinéen.
- 9 mars : 
  - Agustín Balbuena, footballeur argentin.
  - Cliff Simon, acteur sud-africain.
  - James Levine, chef d’orchestre et pianiste américain.
  - Isela Vega, actrice mexicaine.
- 10 mars : 
  - Hamed Bakayoko,	homme d'État ivoirien.
  - Ali Mahdi Mohamed, homme d'État somalien.
  - Henri-Thomas Lokondo, homme politique congolais.
- 12 mars : Goodwill Zwelithini kaBhekuzulu, monarque sud-africain.
- 13 mars :

- - Marvin Hagler, boxeur américain.
  - Raoul Casadei, musicien italien.
- 14 mars :

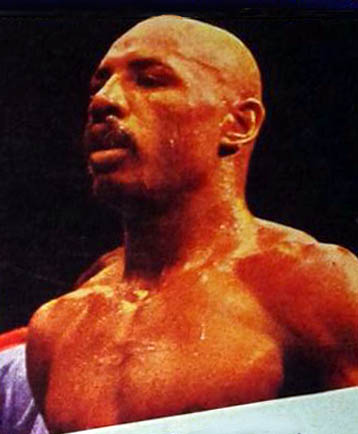
Marvin Hagler.

  - Thione Seck, chanteur sénégalais.
  - Henry Darrow, acteur américain.
- 15 mars :
  - Daniel Vachez, personnalité politique française.
  - Yaphet Kotto, acteur américain.
- 16 mars : Erhan Önal, footballeur turc.
- 17 mars :
  - Jacques Frantz, acteur et doubleur français.
  - Sabine Schmitz, pilote automobile et animatrice allemande.
  - John Magufuli, homme d'État tanzanien et président de la république unie de Tanzanie de 2015 à 2021.
- 18 mars : Luis Bedoya Reyes, avocat et homme politique péruvien.
- 19 mars : Glynn Lunney, américain, ingénieur de la NASA, directeur de vol des programmes Gemini et Apollo.
- 20 mars : François Nicoullaud, diplomate et analyste politique français.
- 21 mars : 
  - Nawal El Saadawi, écrivaine égyptienne.
  - Adam Zagajewski, écrivain polonais.
- 22 mars :
  - Guy Brice Parfait Kolélas, homme politique congolais (RC).
  - Elgin Baylor, joueur de basket-ball américain.
  - Johnny Dumfries, pilote automobile britannique.
- 24 mars : Toshihiko Koga, judoka japonais.

- 25 mars :

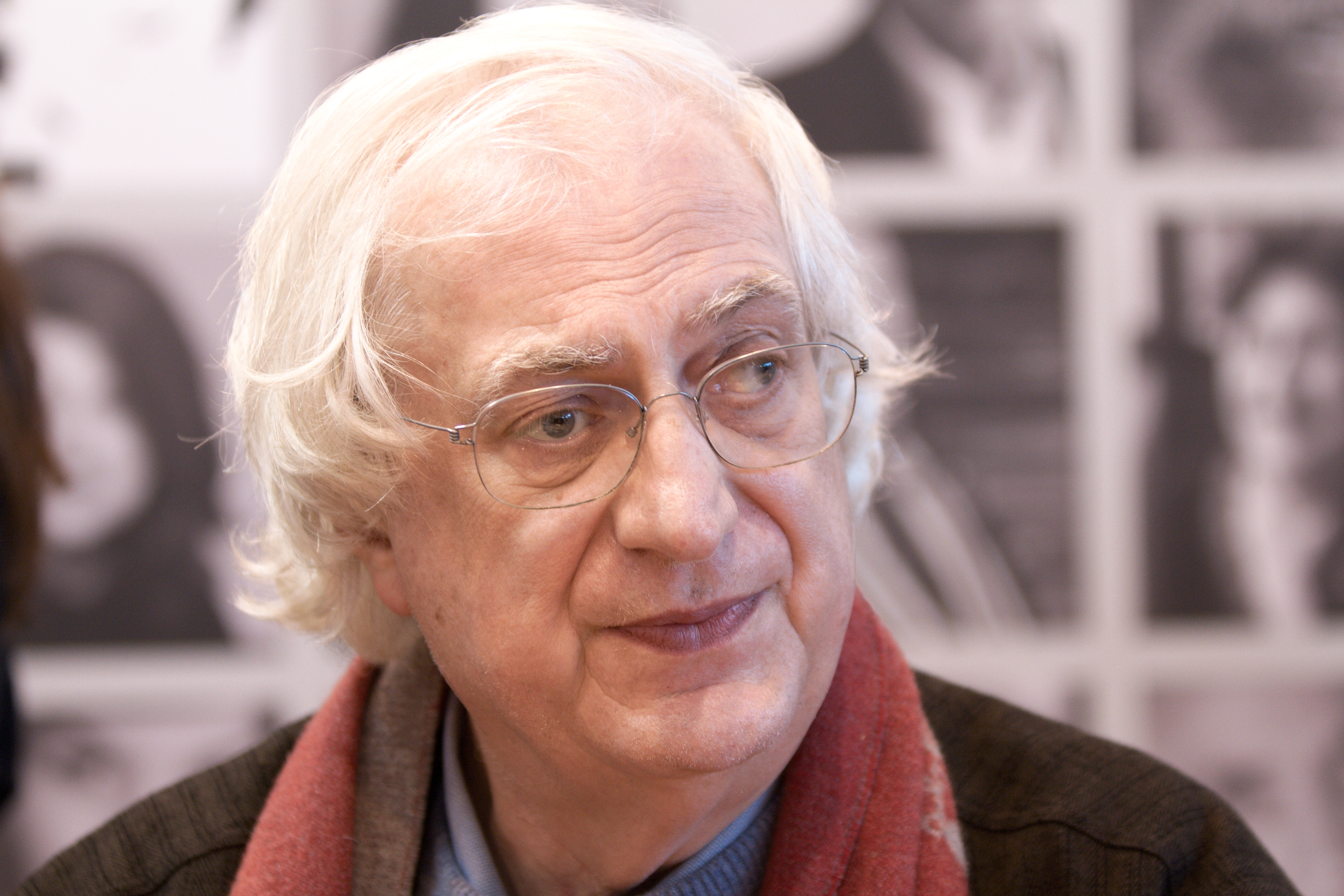
Bertrand Tavernier.

  - Bertrand Tavernier, réalisateur, scénariste, producteur et écrivain français.
  - William Brock, homme politique américain.
  - Beverly Cleary, auteure américaine de livres pour enfants.
- 28 mars : 
  - Didier Ratsiraka, président de la république de Madagascar.
  - Joseph Edward Duncan III, Tueur en série et pédophile américain.
- 29 mars : Robert Opron, designer automobile français.
- 30 mars : 
  - Gérard Filippelli, acteur, compositeur-interprète français.
  - Gordon Liddy, avocat américain.
  - Judith Siboni, actrice française.

### Avril
- 1er avril : 
  - Patrick Juvet, chanteur, compositeur-interprète.
  - Isamu Akasaki, ingénieur japonais.
- 2 avril : Simon Bainbridge, compositeur anglais.
- 3 avril : 
  - Christian Wiyghan Tumi, cardinal de l'Église catholique romaine du cameroun.
  - Gloria Henry, actrice américaine.
- 4 avril : Robert Mundell, économiste canadien et prix Nobel.
- 5 avril : Krzysztof Krawczyk, chanteur polonais.
- 6 avril : 
  - Julen Kerman Madariaga Agirre, personnalité politique espagnole.
  - François de Cossé-Brissac, aristocrate français, 13e duc de Brissac.

- 7 avril : 

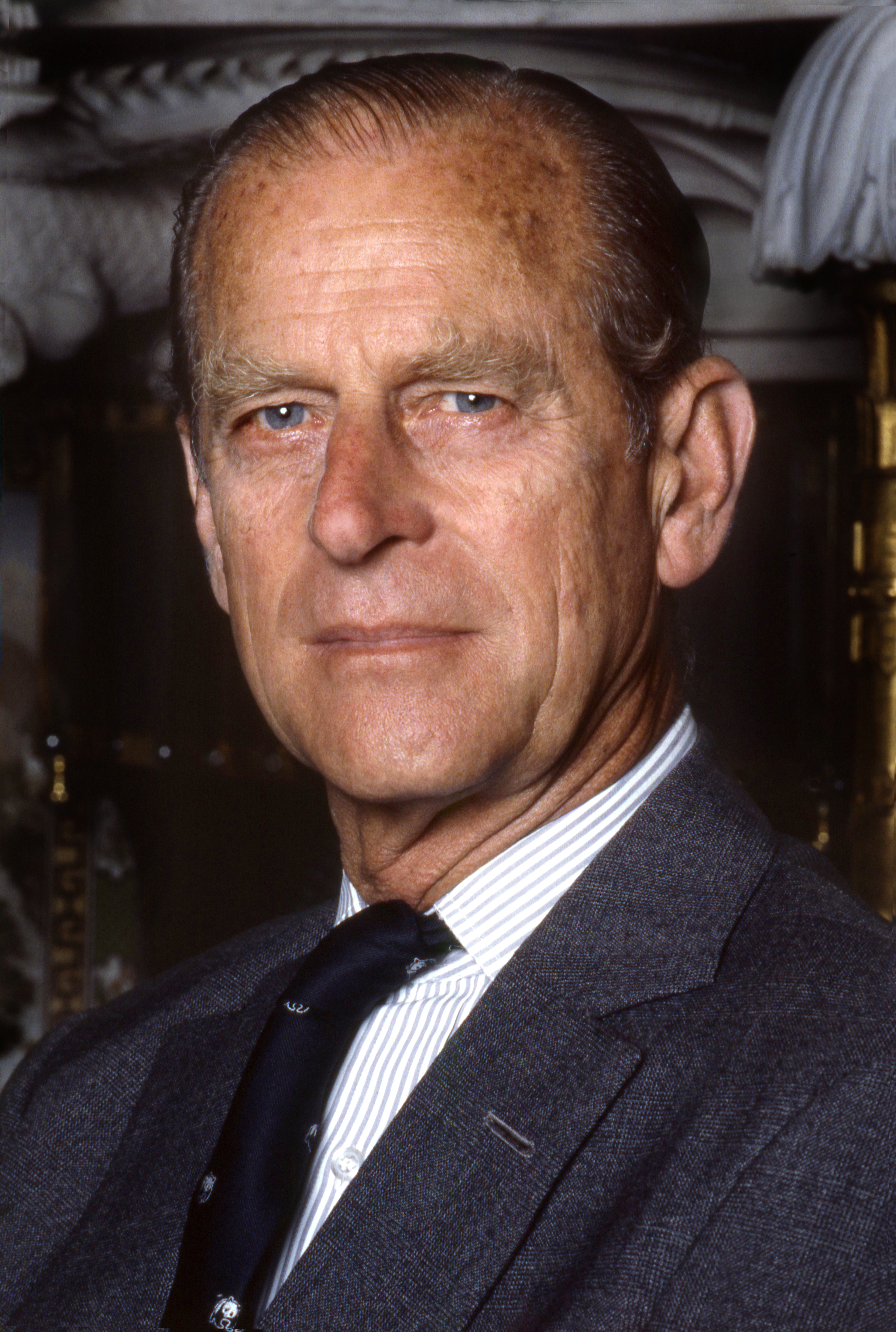
Philip Mountbatten.

  - Éliane Thibaut-Comelade, auteure et journaliste gastronomique française.
  - Phillip Adams, joueur de football américain.
- 8 avril : Jovan Divjak, militaire yougoslave puis bosnien.
- 9 avril : 
  - Philip Mountbatten, Prince consort du Royaume-Uni entre 1952 et 2021.
  - DMX, de son vrai nom Earl Simmons, rappeur et acteur américain.
  - Ramsey Clark, personnalité politique américaine.
- 10 avril : 
  - Edward Idris Cassidy, cardinal de l'Église catholique romaine.
  - Édouard J. Maunick, poète, journaliste et diplomate mauricien.
- 11 avril : Massimo Cuttitta, joueur italien de rugby à XV.
- 12 avril : Shirley Williams, personnalité politique britannique.
- 13 avril : 
  - Oldemiro Balói, homme politique mozambicain.
  - Harold Bradley, acteur américain.
  - Bernard Noël, écrivain et poète français.
- 14 avril : 
  - Bernard Madoff, homme d'affaires américain.
  - Yıldırım Akbulut, homme d'État turc.
- 16 avril : 
  - Mari Törőcsik, actrice hongroise de théâtre et de cinéma.
  - Helen McCrory, actrice britannique.
  - Andrew Peacock, personnalité politique australienne.
- 17 avril : 
  - Black Rob, rappeur américain.
  - Hubert Faure, militaire français, membre du Commando Kieffer.

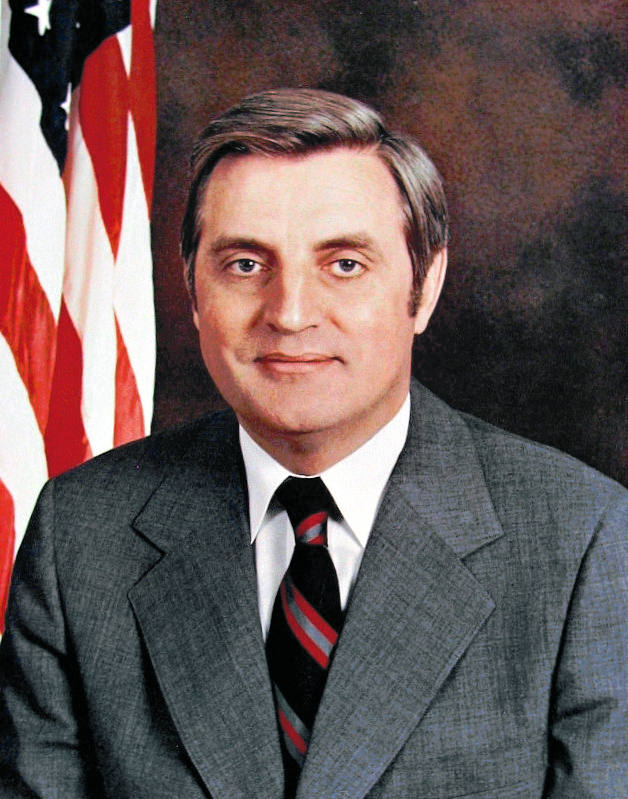
Walter Mondale.

- 18 avril : Naïma Ababsa, chanteuse algérienne.
- 19 avril : Walter Mondale, homme d'État américain, vice-président des États-Unis de 1977 à 1981.
  - Willy van der Kuijlen, footballeur néerlandais.
- 20 avril : 
  - Idriss Déby, ancien président de la république du Tchad de 1990 à 2021.
  - Germaine Ahidjo, femme politique camerounaise.
- 21 avril : Marc Ferro, historien réalisateur et résistant français.
- 23 avril : 
  - Mirosław Handke, chimiste polonais.
  - Milva, chanteuse italienne.
- 24 avril : 
  - Yves Rénier, acteur, réalisateur et scénariste franco-suisse.
  - Christa Ludwig, artiste lyrique allemande.
  - Alber Elbaz, créateur de mode israélo-américain.

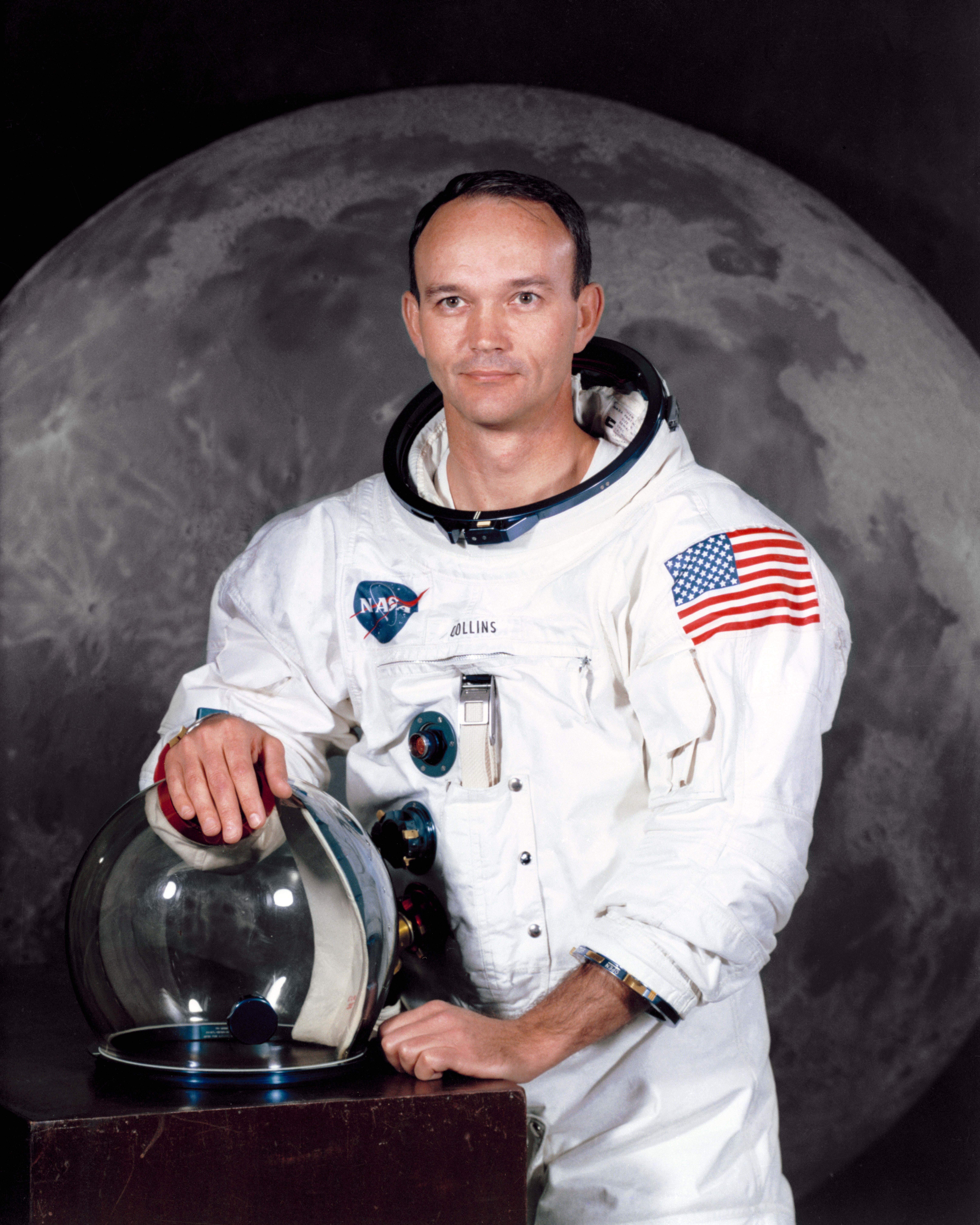
Michael Collins.

- 27 avril : Tamara Press, athlète soviétique qui pratiquait le lancer du disque et du poids.
- 28 avril : 
  - Michael Collins, astronaute américain.
  - Juan Joya Borja dit El Risitas, acteur et humoriste espagnol.
- 29 avril :
  - Liuwe Tamminga, organiste, claveciniste et musicologue néerlandais.
- 30 avril : 
  - Mohamed ben Talal, prince de Jordanie.
  - Hans van Baalen, homme politique néerlandais.

### Mai
- 1er mai :
  - Pieter Aspe, écrivain belge.
  - Tava Colo, supercentenaire française.
- 2 mai : 
  - Carlos Romero Barceló, personnalité politique portoricaine.
  - Béchir Ben Yahmed, journaliste tunisien et fondateur du magazine Jeune Afrique.

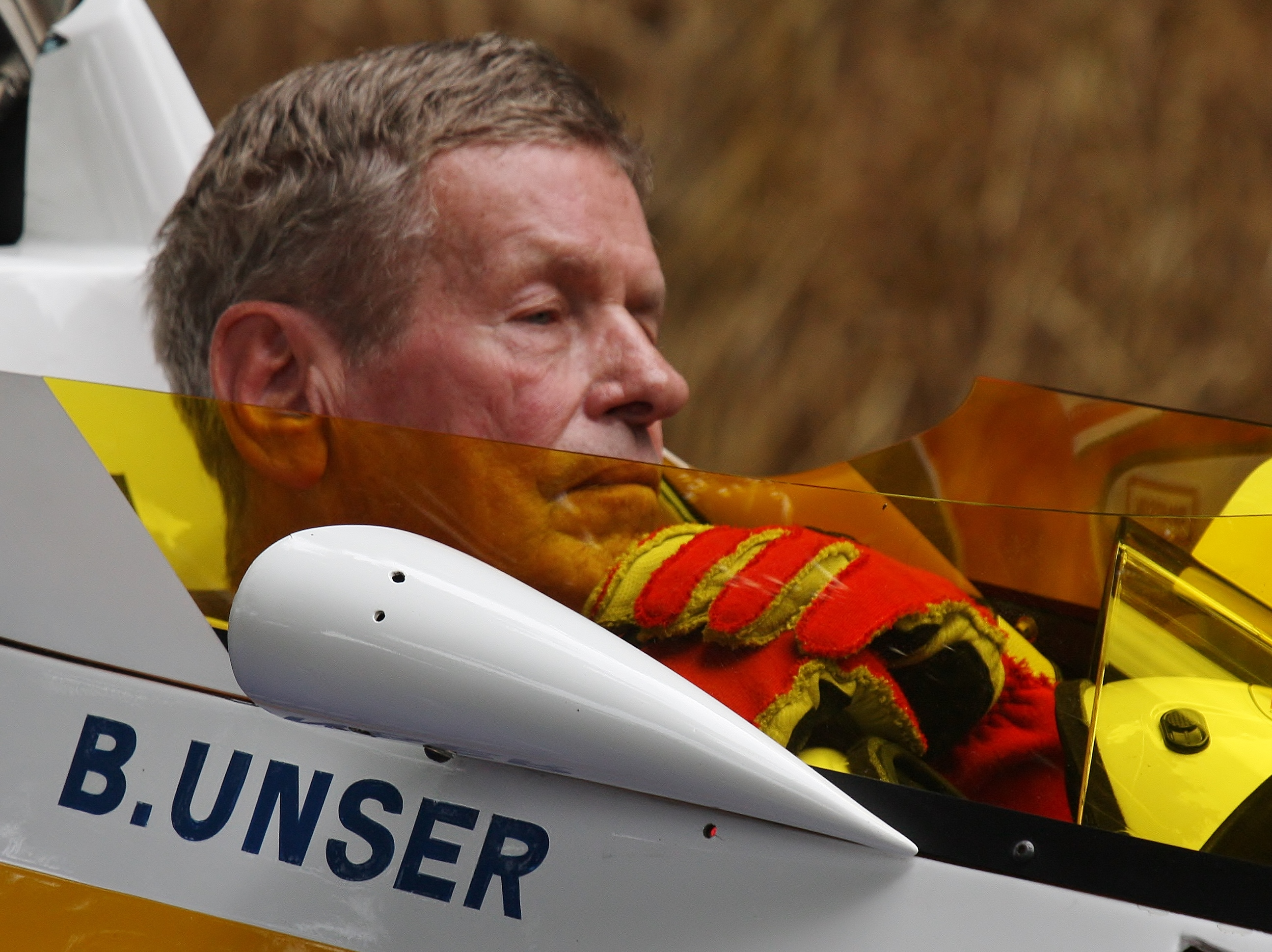
Bobby Unser.

- - Bobby Unser, pilote automobile américain.
- 5 mai : George Jung, trafiquant de drogue colombo-américain.
- 6 mai : 
  - Humberto Maturana, biologiste, cybernéticien et philosophe chilien.
  - Christophe Revault, footballeur professionnel français.
  - Kentaro Miura, Mangaka, Auteur de "Berserk".
- 7 mai : Egor Ligatchev, haut fonctionnaire soviétique puis russe.
- 9 mai : 
  - Eva Bal, metteuse en scène néerlandaise/
  - José Manuel Caballero Bonald, poète, romancier et essayiste espagnol.
  - Jacques Bouveresse, philosophe français.
- 10 mai : Michel Fourniret, violeur, pédocriminel et tueur en série français.
- 11 mai : Norman Lloyd , acteur américain.
- 12 mai : Ubiratàn D'Ambrosio, historien des mathématiques brésilien.
- 14 mai : 
  - New Jack, catcheur américain.
  - Raimund Hoghe, journaliste et chorégraphe allemand.
- 16 mai: Bruno Covas, maire de São Paulo.
- 17 mai : 
  - Nicolas Ker, chanteur français.
  - Magdeleine Willame-Boonen, femme politique belge.
- 18 mai : 
  - Franco Battiato, compositeur et chanteur italien.
  - Charles Grodin, acteur, scénariste, producteur et écrivain américain.
- 19 mai : Lee Evans, athlète américain.
- 21 mai : Taïr Salakhov, artiste azéri.
- 22 mai : 
  - Robert Marchand, cycliste français.
  - Jacqueline Caurat, présentatrice et animatrice de télévision, et journaliste française.
- 23 mai : Ahmed Mestiri, avocat et homme politique tunisien.
- 24 mai : Jeanne Bot, supercentenaire française.
- 26 mai : Tarcisio Burgnich, footballeur italien.
- 27 mai : 
  - Kees de Jager, astronome néerlandais.
  - Poul Schlüter, personnalité politique danoise.
- 28 mai : Mark Eaton, joueur de basket-ball américain.
- 30 mai : Jason Dupasquier, pilote de vitesse moto suisse.
- 31 mai : Romain Bouteille, auteur de théâtre, acteur, humoriste et chanteur français.

### Juin
- 1er juin : 
  - Hichem Djaït, historien, islamologue et universitaire tunisien.
  - Amédée de Savoie-Aoste, prétendant au trône d'Italie.
- 2 juin : Linah Mohohlo, banquière et rectrice botswanaise.
- 3 juin : Anerood Jugnauth, homme d'État mauricien.
- 4 juin : Friederike Mayröcker, écrivaine autrichienne.
  - Barbara Mertens, journaliste belge.
- 5 juin : T. B. Joshua, pasteur charismatique, télévangéliste et philanthrope Nigérian.
- 6 juin : Mansour Ojjeh, homme d'affaires franco-saoudien.
- 7 juin : 
  - Guglielmo Epifani, syndicaliste et homme politique italien.
  - Dixie Dansercoer, explorateur, sportif de l'extrême et photographe de nature belge.
- 9 juin : Gottfried Böhm, architecte allemand.
- 10 juin: Larisa Choïgou, députée russe.
- 11 juin : Paola Pigni, athlète italienne.
- 12 juin : Mudcat Grant, lanceur américain de baseball.
- 13 juin : Ned Beatty, acteur américain.
- 14 juin : 
  - Tuono Pettinato, auteur de bande dessinée italien.
  - Enrique Bolaños Geyer, homme politique et homme d'État nicaraguayen.
- 15 juin : Vladimir Chatalov, astronaute soviétique.
- 16 juin : Marc Goblet, syndicaliste et homme politique belge.
- 17 juin : Kenneth Kaunda, homme d'État zambien.
- 19 juin : Philippe Vignolo, dit Philousports, influenceur français.
- 24 juin : 
  - Benigno Aquino III, homme d'État philippin.
  - Hind Chelbi, enseignante tunisienne.
- 25 juin : Wes, chanteur camerounais.
- 26 juin : Abdalelah Haroun, athlète soudanais naturalisé qatarien.
- 29 juin : 
  - Xavier Lacroix, professeur français de philosophie et de théologie morale.
  - Donald Rumsfeld, homme politique américain.
- 30 juin : Abbas Bonfoh, homme politique togolais.

### Juillet
- 1er juillet : The Patriot, catcheur américain.
- 2 juillet : 
  - Jean Cabanot, historien et religieux catholique français.
  - Bill Ramsey, acteur américain.
- 4 juillet : Luminița Gheorghiu, actrice roumaine.
- 5 juillet : 
  - Vladimir Menchov, comédien, réalisateur, scénariste soviétique et puis russe.
  - Richard Donner, réalisateur et producteur de cinéma américain.
  - Raffaella Carrà, chanteuse, actrice, danseuse et présentatrice de télévision italienne.

- 6 juillet : 
  - Axel Kahn, généticien français.

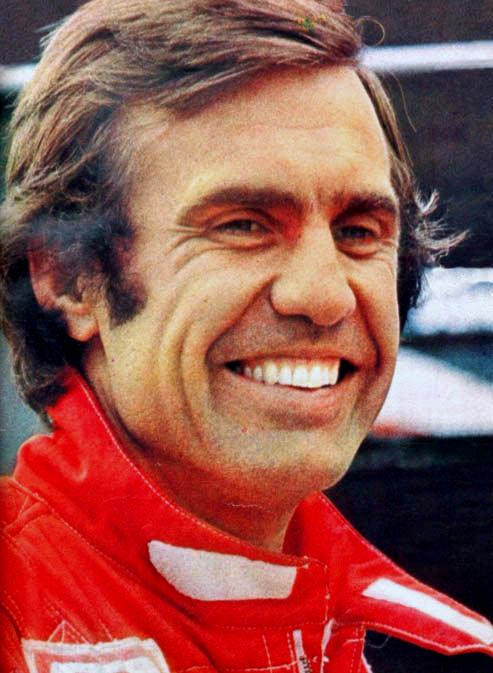
Carlos Reutemann.

  - Djivan Gasparian, compositeur et musicien arménien.
- 7 juillet : 
  - Carlos Reutemann, pilote de Formule 1 et homme politique argentin.
  - Jovenel Moïse, homme d'État haïtien, 58e président de la république d'Haïti.
  - Pierre Laffitte, personnalité politique française.
- 9 juillet : 
  - Jihane el-Sadate, universitaire égyptienne, veuve de l'ancien président Anouar el-Sadate.
  - Paul Mariner, footballeur britannique.
- 10 juillet : Esther Bejarano, musicienne allemande.
- 11 juillet :
  - Laurent Monsengwo Pasinya, cardinal catholique congolais (RDC).
  - Renée Simonot, actrice et actrice de doublage française. A été supercentenaire.
- 12 juillet : Edwin Edwards, homme politique américain.
- 13 juillet : Antonio Barrutia, cycliste sur route espagnol.
- 14 juillet : 
  - Mamnoon Hussain, homme d'affaires et homme d'État pakistanais.
  - Christian Boltanski, artiste plasticien, photographe et sculpteur français.
  - Kurt Westergaard, dessinateur de presse et caricaturiste danois.
- 15 juillet : Peter R. de Vries, journaliste d'investigation néerlandais.
- 16 juillet : 
  - Danish Siddiqui, photojournaliste indien.
  - Charles Gomis, homme d'État ivoirien.
  - Biz Markie, rappeur, disc-jockey, acteur et producteur américain.

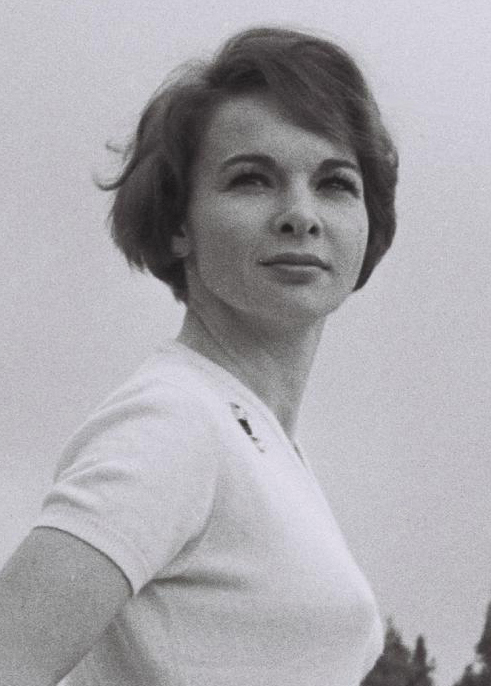
Francoise Arnoul.

- 17 juillet : Milan Živadinović, footballeur puis entraîneur yougoslave puis serbe.
- 19 juillet : Arturo Armando Molina, militaire et homme politique salvadorien.
- 20 juillet : Françoise Arnoul, actrice française.
- 21 juillet : Awa Diop, femme politique sénégalaise.
- 22 juillet : 
  - Jean-Pierre Jaussaud, pilote automobile français.
  - Jean-Yves Lafesse, humoriste français.
- 23 juillet : 
  - Alfred Biolek, artiste et producteur de télévision allemand.
  - Steven Weinberg, physicien américain et colauréat du prix Nobel de physique de 1979.
- 25 juillet : 
  - Otelo Saraiva de Carvalho, homme politique portugais.
  - Jean-François Istasse, homme politique belge.
  - Henri Vernes,  romancier belge créateur de Bob Morane.
- 26 juillet : Jean-François Stévenin.

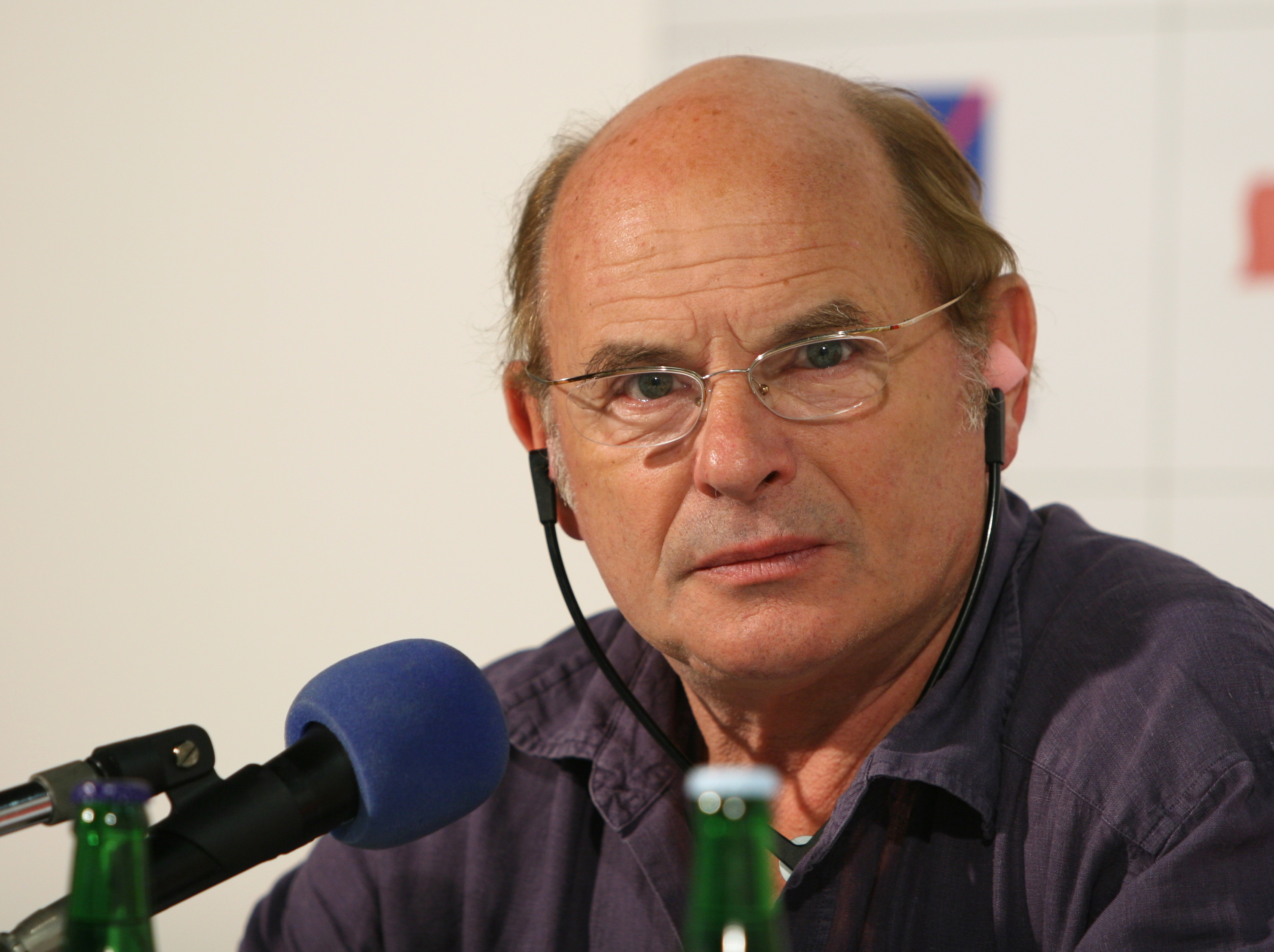
Jean-François Stévenin.

  - Mike Enzi, sénateur des États-Unis pour le Wyoming de 1997 a 2021.
  - Joey Jordison, musicien américain.
  - André Tubeuf, critique musical, écrivain, philosophe français.
- 27 juillet : Jean-François Stévenin, acteur français.
- 28 juillet : 
  - Roberto Calasso, écrivain et éditeur italien.
  - Dusty Hill, bassiste américain et chanteur du groupe ZZ Top.
- 29 juillet : 
  - Albert Vanhoye, cardinal de l'Église catholique romaine.
  - Carl Levin, homme politique américain.
- 30 juillet : 
  - Monique Thierry, actrice française.
  - Jacob Desvarieux, chanteur, musicien, arrangeur et producteur français.
- 31 juillet : Man Kaur, athlète indienne.

### Août
- 1er août : Guy Herbulot, évêque français.
- 2 août : Peter Smith, personnalité politique britannique, baron Smith of Leigh.
- 3 août : Aloys Wobben, inventeur et industriel allemand.
- 4 août : Graham McRae, pilote de course automobile néo-zélandais.
- 5 août : 
  - Ievhen Martchouk, homme d'État et militaire ukrainien.
  - Maurice Brun, homme politique français.
- 7 août : 
  - Jane Withers, actrice américaine.
  - Markie Post, actrice de séries et de cinéma américaine.
- 8 août : 
  - Bill Davis, premier ministre de l'Ontario.
  - Alexander Rojtburd, artiste ukrainien.
- 9 août : 
  - Olivia Podmore, cycliste néo-zélandaise.
  - Lester Bird, homme d'État antiguais.
- 10 août : 
  - Eduardo Martínez Somalo, cardinal espagnol.
  - Mirjana Stefanović, écrivaine serbe.

- 11 août : 

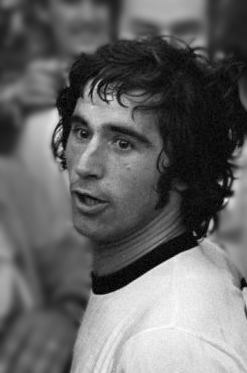
Gerd Müller.

  - Gianluigi Gelmetti, chef d'orchestre et compositeur italien.
  - Geneviève Asse, peintre française.
- 12 août : Tarcísio Meira, acteur brésilien.
- 13 août : Carolyn S. Shoemaker, astronome américaine.
- 14 août : Piera Degli Esposti, actrice italienne.
- 15 août : Gerd Müller, footballeur allemand.
- 16 août : 
  - Volodymyr Holubnychy, athlète ukrainien.
  - Sadok Omrane, boxeur tunisien.
  - Simão Sessim, homme politique brésilien.
- 17 août : Paulão, dit Paulo António Alves, footballeur angolais.
- 18 août : Didier Notheaux, footballeur et entraîneur français.
- 19 août : 
  - Sonny Chiba, acteur japonais.
  - Chuck Close, peintre américain.
  - Raoul Cauvin, scénariste de bande dessinée belge.
- 20 août : Gaia Servadio, écrivaine italienne.

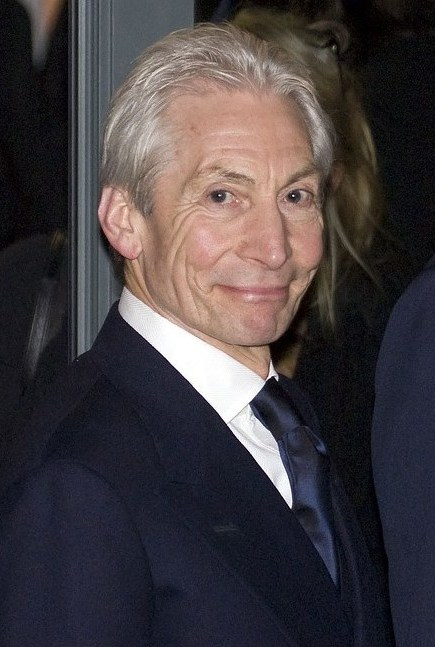
Charlie Watts.

- 21 août : Marie Kinský von Wchinitz und Tettau, princesse consort du Liechtenstein.
- 23 août: 
  - Jean-Luc Nancy, philosophe français.
  - Jimmy Hayes: joueur de hockey sur glace retraité.
- 24 août : 
  - Hissène Habré, homme d'État tchadien.
  - Charlie Watts, musicien britannique, batteur des Rolling Stones.
- 28 août : Teresa Żylis-Gara, soprano polonaise.
- 29 août : 
  - Lee Scratch Perry, chanteur et producteur jamaïcain.
  - Edward Asner, acteur américain.
  - Jacques Rogge, chirurgien orthopédiste belge, huitième président du Comité international olympique.
- 31 août : Mohamed Faraj Doukkali, diplomate marocain (° 1937).

### Septembre
- 2 septembre : 

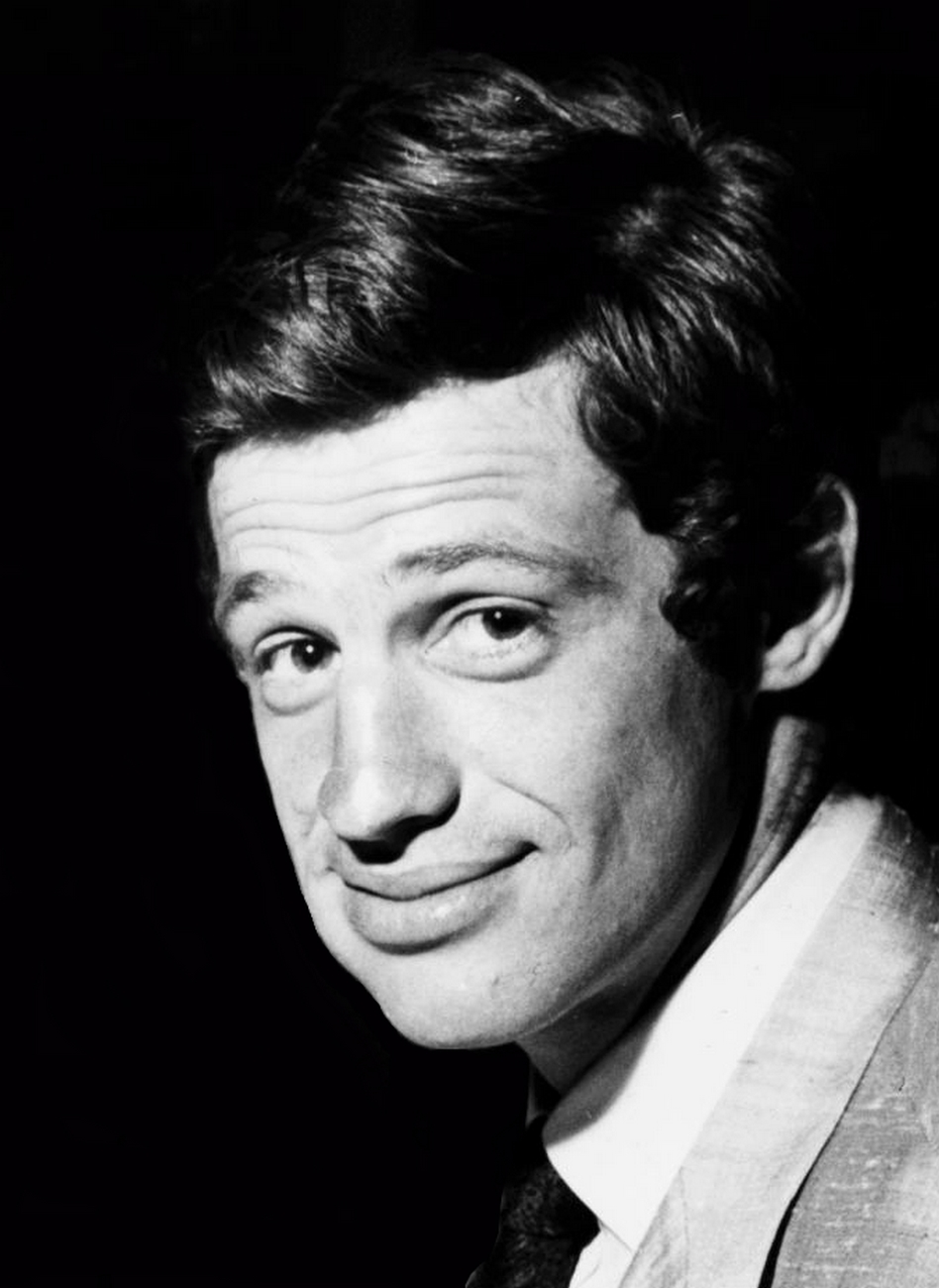
Jean-Paul Belmondo.

  - Michel Corboz, chef de chœur et chef d'orchestre suisse.
  - Míkis Theodorákis, compositeur et homme politique grec.
- 4 septembre : Lydia Wevers, écrivaine et critique littéraire néo-zélandaise.
- 5 septembre : Živko Radišić, homme politique serbe de Bosnie.
- 6 septembre : 
  - Jean-Pierre Adams, footballeur français.
  - Jean-Paul Belmondo, acteur français.
  - Michael K. Williams, acteur américain.
- 8 septembre : Amobé Mévégué, journaliste franco-camerounais.
- 10 septembre : 
  - Charles Konan Banny, économiste et homme d'État ivoirien.
  - Jorge Sampaio, homme d'État portugais.
- 13 septembre : Borisav Jović, homme politique yougoslave puis serbe.
- 14 septembre : Norm Macdonald, acteur et humoriste canadien.
- 15 septembre : Marthe Mercadier, actrice française.

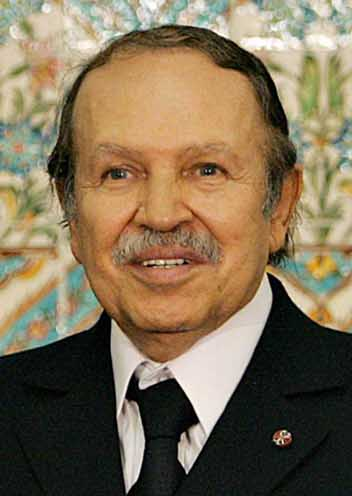
Abdelaziz Bouteflika.

- 17 septembre : Abdelaziz Bouteflika, homme d'État algérien, président de la République algérienne de 1999 à 2019.
- 18 septembre : 
  - Julos Beaucarne, conteur, poète, comédien, écrivain, chanteur et sculpteur belge.
  - Abdel Mottaleb al-Kazimi, haut fonctionnaire et homme politique koweïtien.
- 19 septembre :
  - Jimmy Greaves, footballeur anglais.
  - René Malleville, personnalité médiatique française.
- 20 septembre : Aloys Jousten, prêtre catholique germanophone belge.
- 21 septembre : Mohamed Hussein Tantawi, militaire et homme d'État égyptien.
- 22 septembre : 
  - Abdelkader Bensalah, homme d'État algérien.
  - Roger Michell, régisseur de théâtre, télévision et cinéma sud-africain.
- 24 septembre : Paul Quilès, homme politique français.
- 27 septembre : Ibrahim Mbombo Njoya, homme politique camerounais.
- 28 septembre : 
  - Barry Ryan, chanteur pop britannique et photographe.
  - Dr. Lonnie Smith, chanteur et musicien de jazz américain.
- 30 septembre : Jacques Lizène, artiste belge.

### Octobre

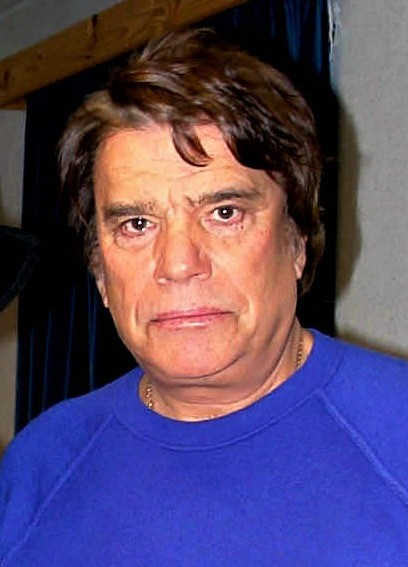
Bernard Tapie.

- 2 octobre : Michel Tubiana, avocat français.
- 3 octobre : Bernard Tapie, homme d'affaires et homme politique français.
- 7 octobre :
  - Étienne Mougeotte, dirigeant de médias et journaliste français.
  - Jean-Daniel Flaysakier, médecin et journaliste français.
- 9 octobre : Abolhassan Bani Sadr, homme politique iranien et premier président élu démocratiquement de la république islamique d'Iran.
- 10 octobre : Abdul Qadeer Khan, ingénieur et physicien pakistanais.
- 12 octobre : Hubert Germain, résistant et homme politique français, dernier compagnon de la Libération.
- 15 octobre : David Amess, homme politique britannique.
- 18 octobre : 
  - Colin Powell, général et homme politique américain.
  - Edita Gruberová, soprano slovaque.
- 19 octobre : Bernard Tiphaine, acteur et comédien de doublage français.
- 21 octobre : Bernard Haitink, chef d'orchestre néerlandais.
  - Arlette Vincent, femme de télévision belge.
- 23 octobre : Marcel Bluwal, réalisateur et metteur en scène français.
- 25 octobre : 
  - Abdelmajid Chaker, militant nationaliste et homme politique tunisien.
  - Fófi Gennimatá, femme politique grecque.
- 29 octobre : Clément Mouamba, homme politique congolais (RC).

### Novembre
- 1er novembre :

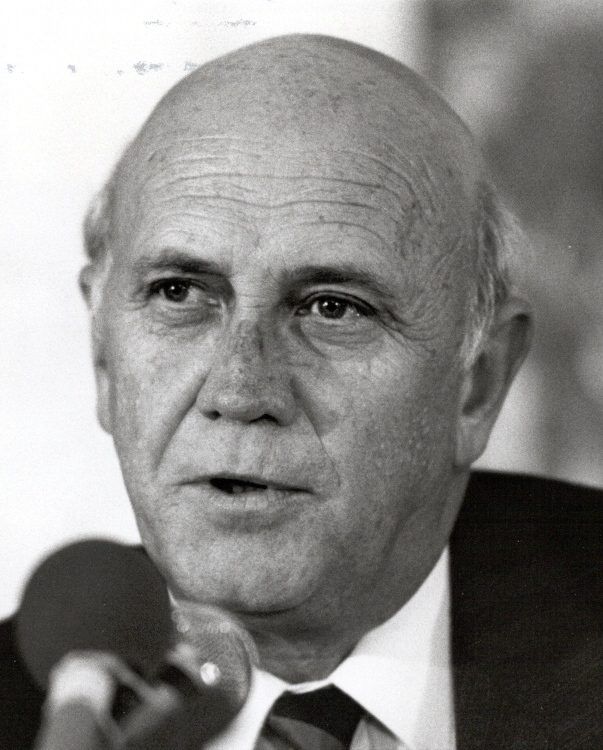
Frederik de Klerk.

  - Aaron Temkin Beck, psychiatre américain.
  - Nelson Freire, pianiste brésilien.
- 2 novembre : Tshitenge Lubabu, journaliste congolais.
- 5 novembre : Marília Mendonça, chanteuse de sertanejo brésilienne.
- 7 novembre : Dean Stockwell, acteur américain.
- 8 novembre : Franck Olivier, auteur-compositeur-interprète belge.
- 11 novembre : Frederik de Klerk, homme d'État sud-africain.
- 13 novembre : Wilbur Smith, écrivain sud-africain.
- 15 novembre : Karim Ouellet, auteur-compositeur-interprète québécois.
- 17 novembre : 
  - Young Dolph, rappeur américain.
  - Theuns Jordaan, chanteur sud-africain.
- 24 novembre : Ennio Doris, industriel italien.

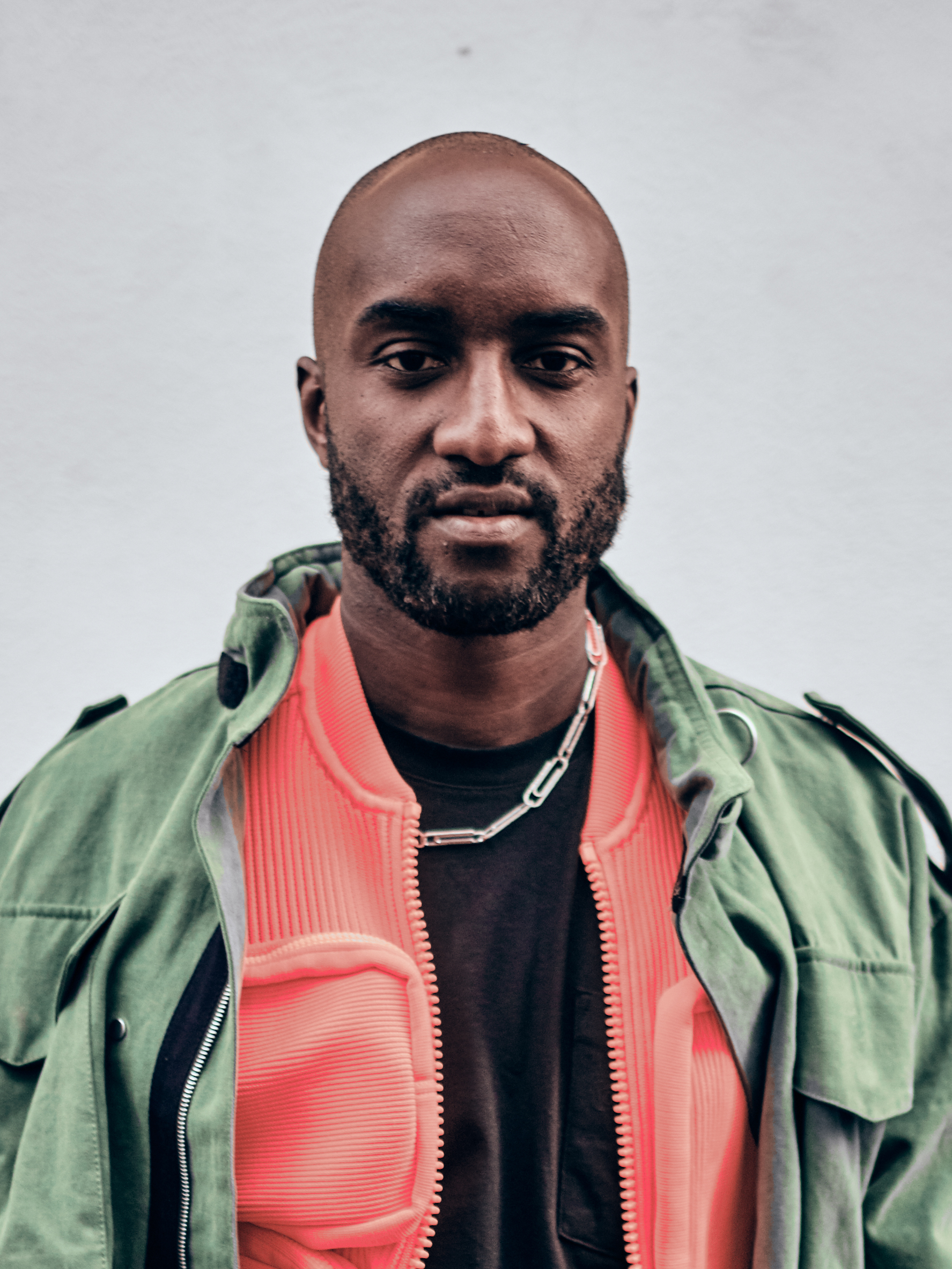
Virgil Abloh.

- 26 novembre : Stephen Sondheim, compositeur et parolier américain.
- 28 novembre :
  - Frank Williams, homme d'affaires britannique et fondateur de Williams Racing, écurie de Formule 1.
  - François Moncla, joueur de rugby à XV français.
  - Virgil Abloh, styliste et directeur artistique américain.
- 29 novembre : David Gulpilil, danseur et acteur australien.
- 30 novembre : Marie-Claire Blais, écrivaine canadienne.

### Décembre
- 1er décembre : 
  - Grand Jojo, chanteur belge.

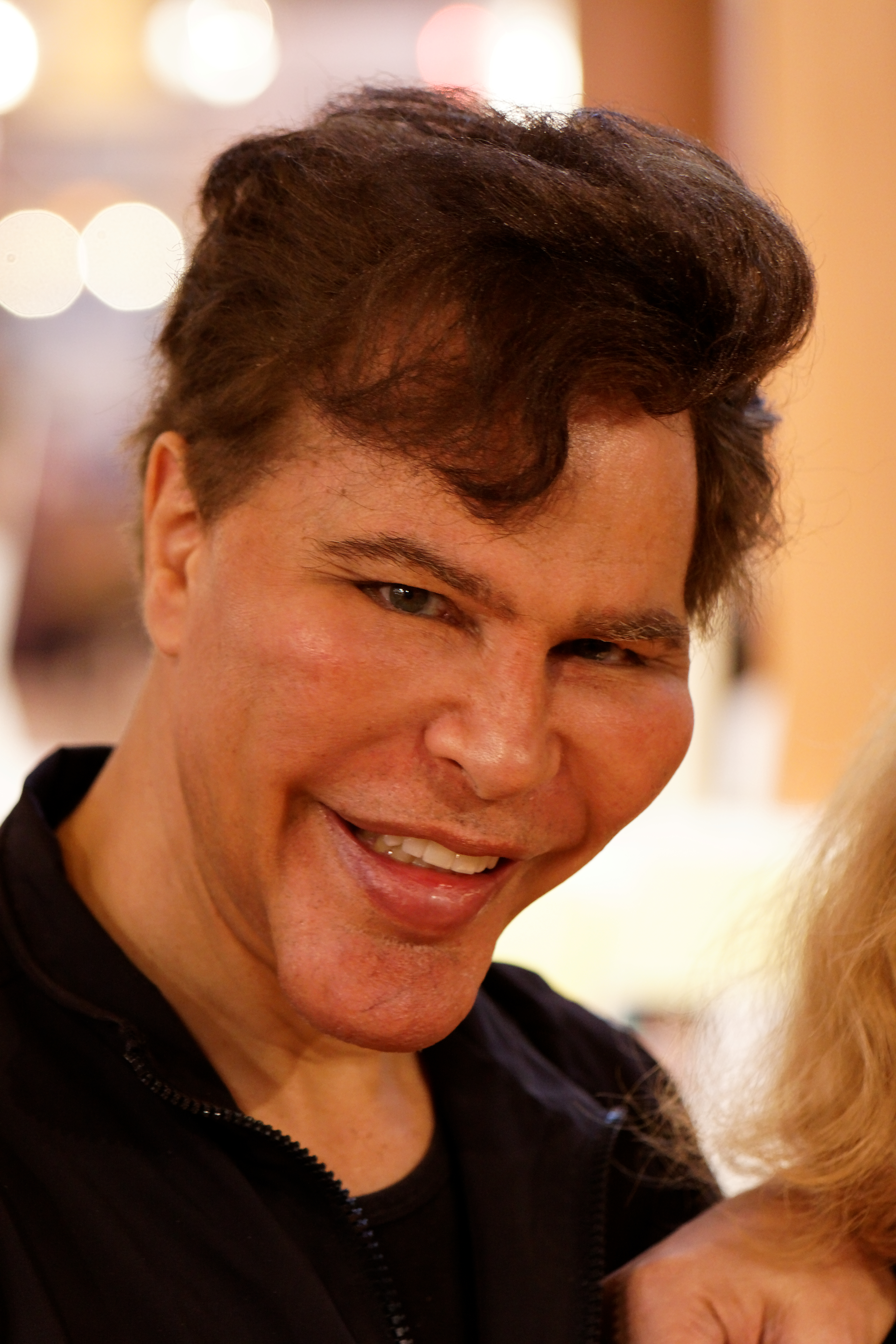
Grichka Bogdanoff en 2011.

  - Alvin Lucier, compositeur américain.
- 3 décembre : Lamine Diack, dirigeant sportif et homme politique sénégalais.
- 4 décembre : Pierre Rabhi, essayiste, agriculteur, romancier et poète français.
- 5 décembre :
  - John Miles, chanteur et musicien anglais.
  - Bob Dole, homme politique américain.
- 7 décembre : Moustapha Ben Halim, homme politique libyen.
- 9 décembre : Lina Wertmüller, scénariste et réalisatrice de cinéma italienne d'origine suisse.

- 12 décembre : 

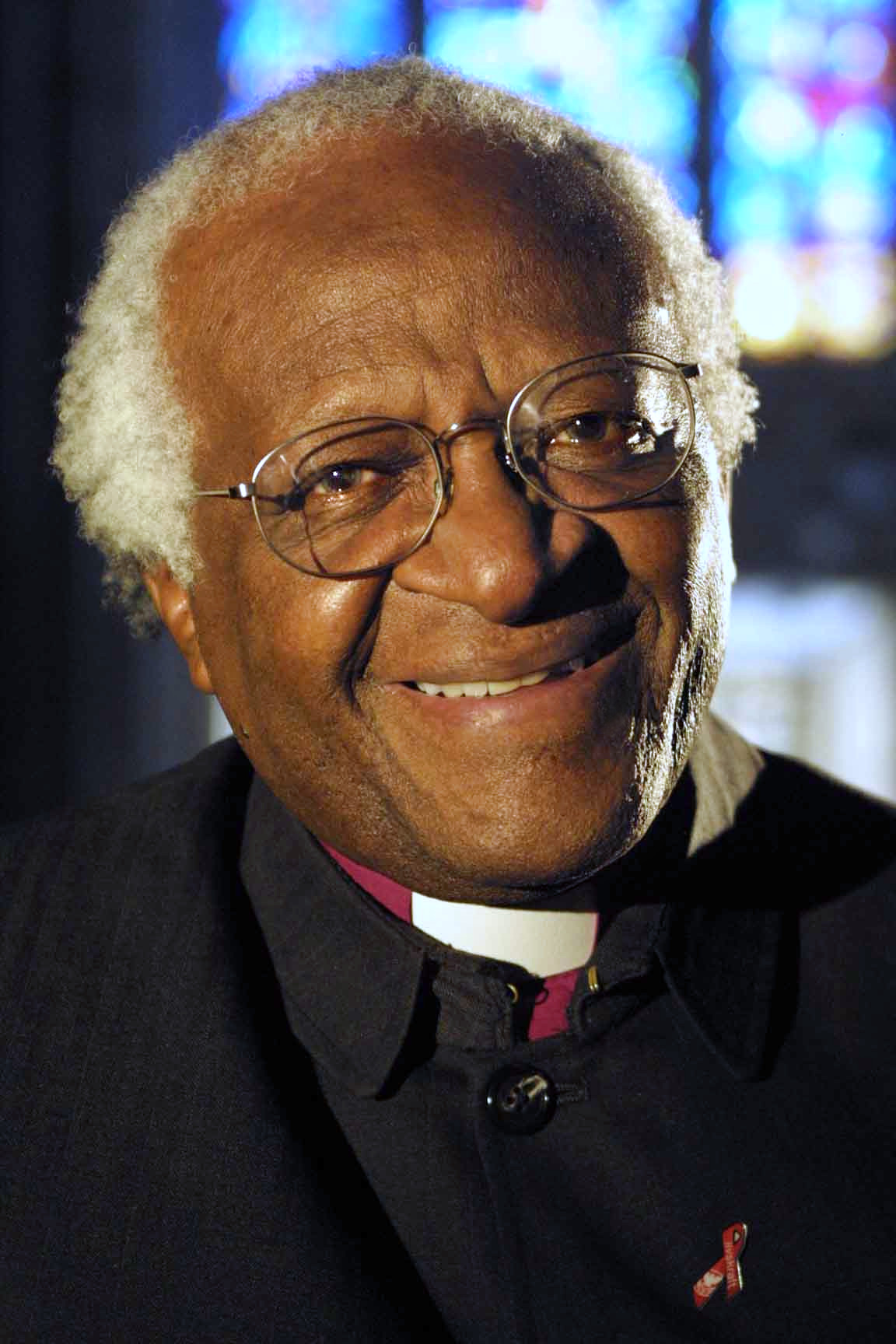
Desmond Tutu.

  - Anne Rice, romancière canadienne.
  - Vicente Fernández, chanteur mexicain.
- 13 décembre : Verónica Forqué, actrice espagnole.
- 15 décembre : Bell Hooks, militante, féministe et intellectuelle américaine.
- 16 décembre : Lucía Hiriart de Pinochet, épouse d'Augusto Pinochet.
- 18 décembre : Richard Rogers, architecte italien naturalisé britannique.
- 20 décembre : Pierre Cassignard, comédien français.
- 24 décembre : Oscar López Ruiz, guitariste, compositeur, arrangeur et producteur de disques argentin.
- 25 décembre : 
  - Jean-Marc Vallée, réalisateur et scénariste canadien.
  - Carmen Bourassa, productrice québécoise.
- 26 décembre : 
  - Desmond Tutu, archevêque sud-africain, héros de la lutte contre l'Apartheid.
  - Károlos Papoúlias, personnalité politique grecque.
- 27 décembre : 
  - April Ashley, actrice et mannequin célèbre pour sa lutte pour les droits des personnes transgenres.
  - Defao, chanteur et auteur-compositeur-interprète congolais.

- 28 décembre :

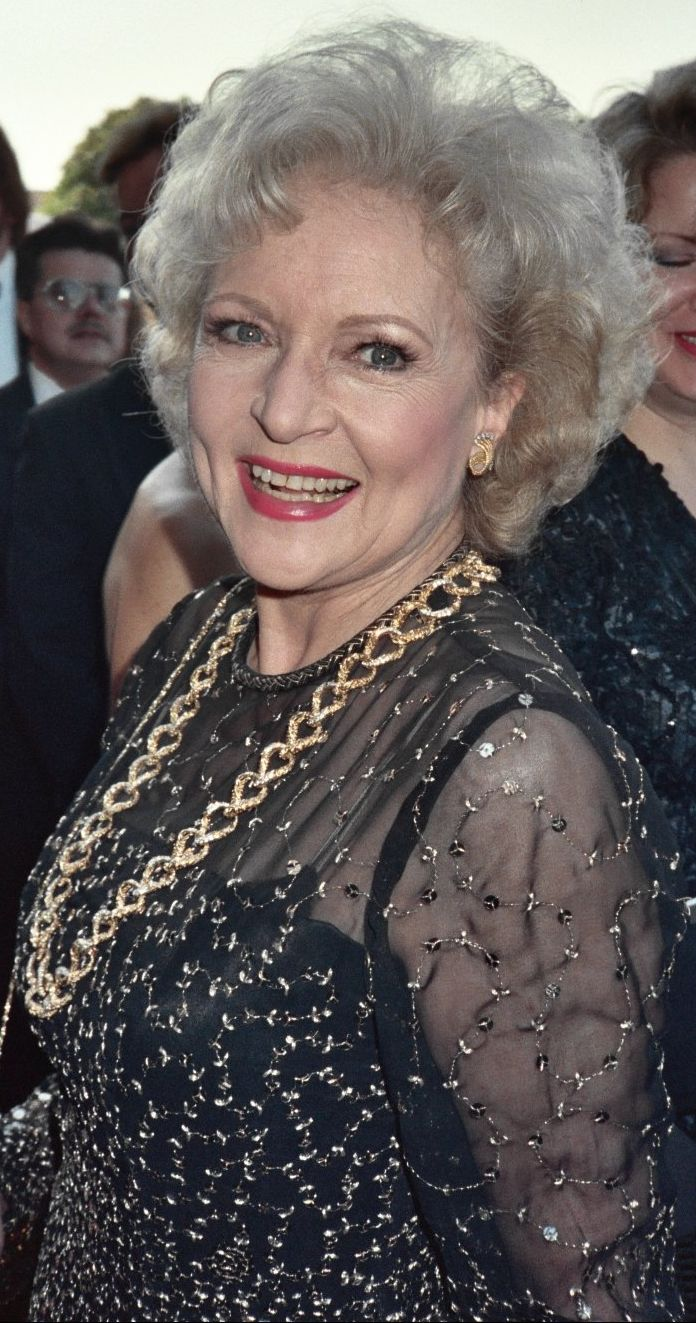
Betty White.

  - Sabine Weiss, photographe franco-suisse.
  - Grichka Bogdanoff, producteur, animateur de télévision et essayiste français.
- 29 décembre : 
  - Pupetta Maresca, Reine de beauté italienne.
  - Christian Gyan, footballeur ghanéen.
- 30 décembre : Karel Loprais, pilote automobile tchèque de rallyes.
- 31 décembre : Betty White, actrice américaine.